# Ladiville
Ladiville é uma comuna francesa na região administrativa da Nova Aquitânia, no departamento de Charente. Estende-se por uma área de 7,19 km². Em 2010 a comuna tinha 123 habitantes (densidade: 17,1 hab./km²).